# Памятник жертвам Холокоста (Бендеры)
См.: Депортации и Холокост (Бендеры).
Памятник «Жертвам Холокоста» — мемориальное сооружение в городе Бендеры в память о бендерчанах-евреях, убитых немецко-румынскими оккупантами в годы Великой Отечественной войны в рамках политики преследования и уничтожения евреев.
Ещё в 1966 году группа бендерчан, приехавших из Израиля, обратилась в Бендерский горсовет с просьбой установить памятник жертвам Холокоста. Уже был готов проект, но не было денег для его осуществления, а от администрации последовал отказ. Но пришли иные времена, и в 2002 году появился памятник благодаря усилиям бывшего директора «Хэсэд Иосиф» Владимира Борисовича Гурьева, ему активно помогали директор ППЕА «Сохнут» в Молдове Владимир Юрьевич Игельник и директор СДЮСШОР борьбы им. Г. Баданова Иосиф Абрамович Герис. Подопечный благотворительного центра «Хэсэд Иосиф» Александр Лейбович выиграл конкурс на лучший проект, который воплотили в камне главный архитектор Тирасполя Александр Нарольский и скульптор Михаил Соловей. Председатель Бендерской еврейской общины Юрий Менделевич Гринфельд материально обеспечил осуществление проекта. Для памятника был выбран чёрный гранит, словно окропленный кровью. Он был открыт 23 июня 2002 года. Монумент расположен в парке «Октябрьский» (ул. Ткаченко) на лестнице ведущей к зданию речного вокзала на берегу реки Днестр.

## Описание
Памятник представляет собой изображение фрагмента стены плача из чёрного гранита с красными вкраплениями, напоминающими капли крови. В камне высечены звезда Давида, менора и над ней цифры: «1941». У подножия монумента слова: «Не все жертвы нацизма были евреями, но все евреи были жертвами фашизма.»

## История
23 июля 1941 года Красная Армия оставила Бендеры. Сразу же после начала оккупации в городе было создано гетто. Тогда же 58 евреев были расстреляны во рву около Бендерской крепости, многие евреи были убиты в предместье Бендер. 31 августа 1941 года Германия и Румыния подписали в Бендерах соглашение о депортации евреев в концентрационные лагеря в Транснистрии. Оккупационная зона Транснистрия была создана по распоряжению Гитлера и диктора Румынии Иона Антонеску. Здесь погибло от 380 до 600 тысяч евреев и представителей других национальностей.
В сентябре 2008 года памятник был осквернен вандалами.
В сентябре 2012 года был повторно совершён акт вандализма.